# إدوارد كلارك (مهندس معماري)
إدوارد كلارك (بالإنجليزية: Edward Clark)‏ هو مهندس معماري أمريكي، ولد في 15 أغسطس 1822 في فيلادلفيا في الولايات المتحدة، وتوفي في 6 يناير 1902 في واشنطن العاصمة في الولايات المتحدة.